# Tigveni
Tigveni – wieś w Rumunii, w okręgu Ardżesz, w gminie Tigveni. W 2011 roku liczyła 1486 mieszkańców.